# Scapania carinthiaca
Scapania carinthiaca là một loài rêu tản trong họ Scapaniaceae. Loài này được J.B. Jack ex Lindb. miêu tả khoa học lần đầu tiên năm 1880.